# Verwaltungsgemeinschaft Mittlere Unstrut
Die Verwaltungsgemeinschaft Mittlere Unstrut war eine Verwaltungsgemeinschaft im sachsen-anhaltischen Burgenlandkreis, die aus den Gemeinden Karsdorf, Memleben, Reinsdorf, Wangen und Wohlmirstedt sowie aus der Stadt Nebra (Unstrut) bestand. Am 1. Januar 2005 wurde sie mit den Verwaltungsgemeinschaften Freyburger Land und Laucha an der Unstrut (ohne die Gemeinden Golzen und Thalwinkel) zur neuen Verwaltungsgemeinschaft Unstruttal zusammengeschlossen. Die Gemeinden Memleben und Wohlmirstedt wurden der Verwaltungsgemeinschaft An der Finne zugeordnet.